# 鈴木マサル
鈴木マサル（すずき まさる、1968年9月8日 - ）は、日本のテキスタイルデザイナー。東京造形大学造形学部デザイン学科テキスタイルデザイン専攻領域 教授。2005年に自社企画ファブリックブランド『OTTAIPNU（オッタイピイヌ）』 を立ち上げるほか、マリメッコ やラプアン カンクリ のデザインも手掛ける。有限会社ウンピアット取締役。千葉県出身、多摩美術大学美術学部卒業。

## 経歴
- 2009年 - 北欧最大の展示会 HABITARE ahead!(フィンランド)にて作品発表。2009年より、リネンメーカー ラプアン・カンクリ社(フィンランド)のデザインを手掛ける。
- 2010年 - AMBIENTE(ドイツ)にて経済産業省主催の connectjapanデザイナーに選ばれ作品を発表。2010年からマリメッコ社（フィンランド）のデザインを手掛ける。
- 2012年 - ムーミンのトリビュート企画、MOOMIN TRIBUTE WORKSを手掛ける。
- 2013年 - カンペール フォーハンズとのコラボ企画、CAMPER BY MASARU SUZUKI を発表する。
- 2014年 - 表参道スパイラルガーデンにて個展「鈴木マサル傘展」[7]、アルフレックスジャパンにて企画展示「MARENCO×鈴木マサル」を開催する。
- 2015年 - ユニクロからコラボ企画「UNIQLO×OTTAIPNU」をリリース。
- 2016年 - 「鈴木マサルのテキスタイル　OTTAIPNU 2016 COLLECTION」開催。
- 2017年 - 「鈴木マサルのゴールデンウィーク -傘とテキスタイル-」[8]、「familiar zoo by masaru suzuki」[9] 開催。
- 2018年 -  靴下ブランド ソックスアピールからコラボ企画「socksappeal×OTTAIPINU」をリリース。
- 2019年 -  JR西日本（山陽線、伯備線、赤穂線、瀬戸大橋線、宇野みなと線、福塩線）ラッピング列車「SETOUCHI TRAIN」[10] のイラストを手掛ける。

## 受賞
- 2012年9月、MOOMIN PRODUCT OF YEAR受賞
- 2014年9月、北日本新聞広告賞グランプリ受賞[11]
- 2015年9月、第35回新聞広告賞 新聞社企画部門受賞